# ISO 3166-2:AX
Kódy ISO 3166-2 pro Alandy neidentifikují žádné regiony. Území Aland je zároveň i součástí kódů ISO 3166-2 pro Finsko pod označením FI-01.